# Future Circular Collider

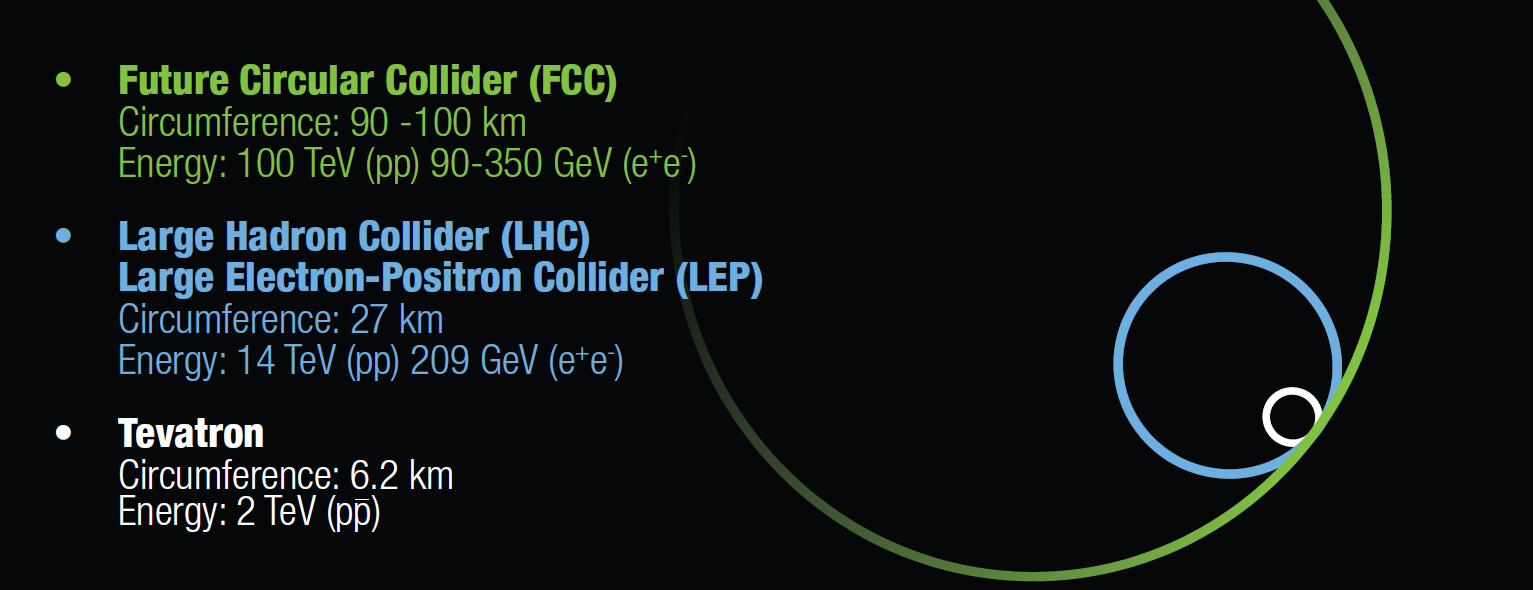
Obraz przedstawia porównanie wielkości FCC do Wielkiego Zderzacza Hadronów i Tevatronu

Future Circular Collider (FCC), Przyszły Zderzacz Kołowy – projekt akceleratora kołowego o planowanej długości 91 kilometrów i energii zderzeń 100 TeV, który ma być następca Wielkiego Zderzacza Hadronów. Projekt zakłada budowę trzech zderzaczy: FCC-pp (zderzacz protonowy), FCC-hh (zderzacz protonowo-jonowy) i FCC-ee (zderzacz elektronowo pozytonowy).  

## Budowa
Plan zakłada wydrążenie tunelu w kształcie pierścienia na dwa zderzacze położone pod francuskimi departamentami Haute-Savoie i Ain oraz szwajcarskim kantonem Genewa. Jeden z nich będzie zderzaczem elektronowo-pozytonowym (FCC-ee). Następnie jego miejsce zajmie zderzacz protonowy (FCC-hh), który umożliwi osiągnięcie energii ośmiokrotnie większej niż jest to możliwe w Wielkim Zderzaczu Hadronów.

## Zderzacze

### Fcc-ee
Zderzacz elektronowo pozytonowy o potecjalnej energii zderzeń od 100 do 400 GeV. Ma zostać zbudowany w ramach pierwszego etapu budowy do połowy roku 2040 i kosztować ponad 17 mld dolarów. Głównym celem zderzacza będzie lepsze zrozumienie bozonów Higgsa i zdolność ich masowej produkcji.

### FCC-hh
FCC-hh będzie fabryką cząstek Higgsa i kwarków wysokich. Szacuje się, iż zderzacz FCC-hh będzie wymagał około 580 MW energii, aby funkcjonować. Przy odpowiedniej optymalizacji możliwe będzie zmniejszenie potrzebnych nakładów energii do 550 MW. 

## Krytyka
Eckart Lilienthal z Federalnego Ministerstwa Oświaty i Badań Naukowych zakomunikował, iż Niemcy (które odpowiadają za ponad 20% budżetu CERNU) nie mogą wesprzeć finansowo planu, którego wykonalność jest nieznana.